# Hippolyte-Paul Jaÿr
Hippolyte-Paul Jayr  est un préfet et homme politique français, né à Bourg-en-Bresse (Ain) le 13 janvier 1802 et mort à Ceyzériat (Ain) le 31 mars 1900.

## Biographie

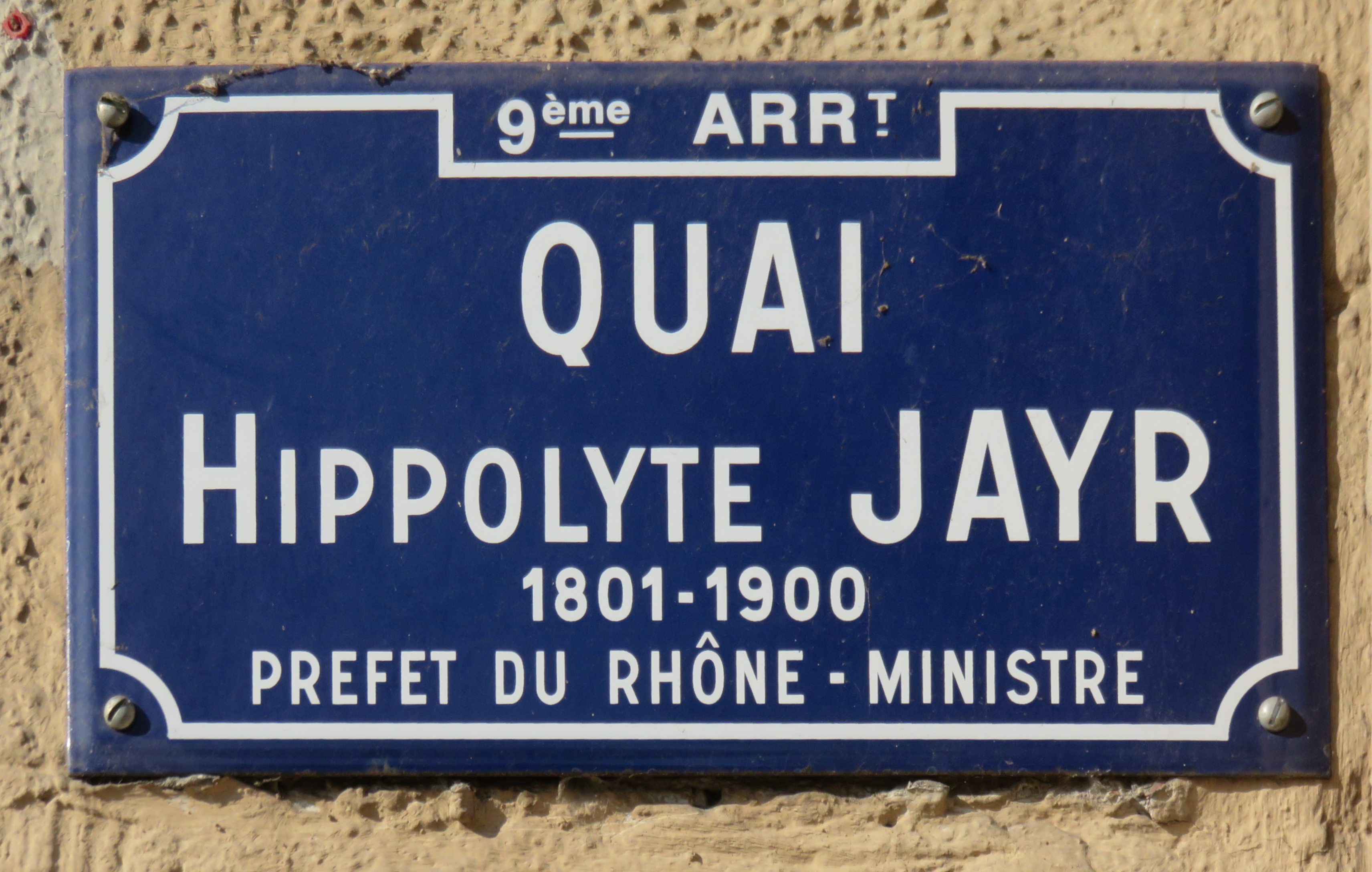
La plaque du quai nommé en l'honneur d'Hippolyte-Paul Jayr à Lyon.

Hippolyte-Paul est issu d’une famille ancienne de Bourg-en-Bresse et Ceyzériat (Ain) dont la plupart des membres étaient hommes de loi, avocats en parlement, anoblie par la charge de conseiller secrétaire du Roi au Parlement de Metz (Jérôme Jayr 1620-1684). Fils de Benoît-Marie Jayr, avocat, et de Lucie Marie Françoise Dévote Roussel, après des études secondaires au collège royal de Lyon, il étudie le droit à Paris. Il épouse à Bourg le 24 août 1826, Rose Mathilde Chattard (1806-1896), fille de Benoît Chattard, commerçant et industriel lyonnais  Il entre dans l'administration, d'abord comme conseiller de préfecture à Bourg-en-Bresse (Ain) en août 1830, puis devient secrétaire général de la préfecture et enfin préfet de l'Ain le 25 mai 1834, puis de la Loire le 23 juillet 1837, de la Moselle le 20 octobre 1838. Le 23 mai 1839, le ministre de l'Intérieur, Tanneguy Duchâtel le nomme préfet du Rhône, ce qui, à trente-sept ans, représente un poste à hauts risques et signifie en même temps, la grande confiance qui lui est accordée, compte tenu des violents troubles sociaux que vient de vivre la ville de Lyon avec les révoltes des "Canuts" de novembre 1831 et avril 1834. Le nouveau préfet va s'attacher à maintenir une "paix" fragile entre les ouvriers ("Canuts") et les fabricants du textile. Il s'entend avec le nouveau maire de Lyon, le docteur Jean-François Terme qui a succédé à Christophe Martin en octobre 1840 pour soutenir la nomination au siège archiépiscopal du successeur du cardinal Fesch (décédé à Rome le 13 mai 1839), Mgr de Bonald, plus sensible à la question ouvrière que Mgr de Pins, administrateur apostolique qui avait régi le diocèse pendant plusieurs décennies en lieu et place de l'oncle de Napoléon. En novembre 1840, il doit faire face aux dramatiques inondations de Lyon à la suite du débordement de la Saône (écroulement de 600 maisons).
En pleine révolution industrielle, Hippolyte Jayr organise l'installation du chemin de fer à Lyon avec la nécessité de créer une grande gare ferroviaire sur la future ligne Paris-Lyon-Méditerranée. L'emplacement qu'il propose, dont les conséquences urbanistiques ont été considérables, se trouve sur la rive droite du Rhône, le quartier Perrache, où arrive déjà la ligne de Saint-Etienne et où sont implantés les embarcadères fluviaux.
Avec le maire, il aménage l'éclairage au gaz de la ville. Pour faciliter la circulation où le réseau des rues est serré, il fait percer la rue Centrale (aujourd'hui rue de Brest) pour mieux relier la préfecture à la mairie. Toujours dans le même objectif, il fait ouvrir sur la rive droite de la Saône un quai qui porte encore aujourd'hui son nom, situé entre la nouvelle "gare d'eau" et le pont Mouton. Il fait aussi percer une rue entre la nouvelle gare Perrache et la place Bellecour, la rue Bourbon (devenue aujourd'hui rue Victor Hugo).
Sa fidélité envers la monarchie de Juillet lui vaut d'accéder le 10 janvier 1845 au grade de commandeur de la Légion d'honneur et d'être nommé pair de France le 9 juillet 1845 suivant. A la Chambre des pairs, il prend place dans la majorité ministérielle, tout en conservant ses fonctions de préfet du Rhône jusqu'à sa nomination comme ministre des Travaux publics le 9 mai 1847, dans le ministère Guizot, le dernier de la monarchie de Juillet. Il reste en place jusqu'au 24 février 1848. Il présenta à la Chambre des projets de loi relatifs aux chemins de fer de Lyon, d'Avignon, de Dieppe, du centre, etc. On remarqua également le rapport qu'il adressa au roi sur l'organisation du corps des mines et du corps des ponts et chaussées.
La révolution de 1848 le rend à la vie privée. Après un court séjour en exil en Angleterre auprès du roi déchu à partir du mois de mars, il est de retour en France en septembre. Il se consacre alors à une activité privée comme administrateur de la compagnie du chemin de fer Paris-Strasbourg.
En 1874, il succéda à son fils à la mairie de Ceyzériat (Ain) où il meurt en 1900, dans une maison de la rue qui porte actuellement son nom.